# Патрульные катера проекта Mark VI
Mark VI — тип патрульных катеров ВМС США. Предназначены для патрулирования прибрежных морских территорий и защиты портовой инфраструктуры и прибрежных водах.

## Разработка
Патрульные катера Mark VI были разработаны американской компанией «SAFE Boats International LLC» (Бремертон, штат Вашингтон), на базе многоцелевого катера «Archangel», по заказу Управления экспедиционных сил (NECC - Naval Expeditionary Combat Command) ВМС США.
Эти катера должны поэтапно заменить состоящие на вооружении патрульные катера Mark V и «Sea Ark», первые из которых были поставлены еще в 1984 году.

## Вооружение
Для нужд ВМС США Mark VI оснащаются вариациями из двух автоматических 25-мм артиллерийских установок BAE Systems “Rafael Mk 38 Mod 2”, либо 7,62-мм пулеметами M240 и M134, или же 40-мм автоматическими гранатометами Mk 19. Также на данных катерах возможна установка управляемых ракет типа AGM-176B Griffin.

## Операторы
- ВМС США
- Военно-морские силы Украины - планируется передача 16 катеров[1].